# Thysanotus
Thysanotus R.Br. – rodzaj roślin z rodziny szparagowatych. Obejmuje 54 gatunki występujące w Australii, przy czym zasięg dwóch gatunków wykracza poza ten kontynent, sięgając południowo-wschodnich Chin i Tajlandii. 
Nazwa naukowa rodzaju pochodzi od greckiego słowa θύσανος (thysanos – frędzel) i odnosi się do frędzelkowatych brzegów listków okwiatu.

## Zasięg geograficzny
Wszystkie gatunki z rodzaju Thysanotus występują w Australii. Jeden gatunek, T. chinensis, rozszerza zasięg do południowo-wschodnich Chin, Tajwanu, Tajlandii, Wietnamu, Małych Wysp Sundajskich, Wysp Korzennych, Celebes, Filipin i Nowej Gwinei. W Nowej Gwinei występuje również gatunek T. banksii.
W Australii centrum różnorodności rodzaju jest w Australii Zachodniej, gdzie występuje endemicznie 40 gatunków. Ponadto zasięg T. exfimbriatus i T. exiliflorus sięga od Australii Zachodniej do środkowej Australii, T. nudicaulis i T. tenellus do południowo-wschodniej Australii Południowej, T. baueri do Nowej Południowej Walii i Wiktorii, a T. patersonii przez południową Australię do południowego Queensland i na Tasmanię. 
Jedynie 6 gatunków Thysanotus nie występuje w Australii Zachodniej. T. racemoides, T. fractiflexus i T. wangariensis występują endemicznie w Australii Południowej, T. virgatus w środkowo-wschodniej Nowej Południowej Walii, a obszar występowania T. juncifolius i T. tuberosus obejmuje wschodnią i południowo-wschodnią Australię.  

## Morfologia

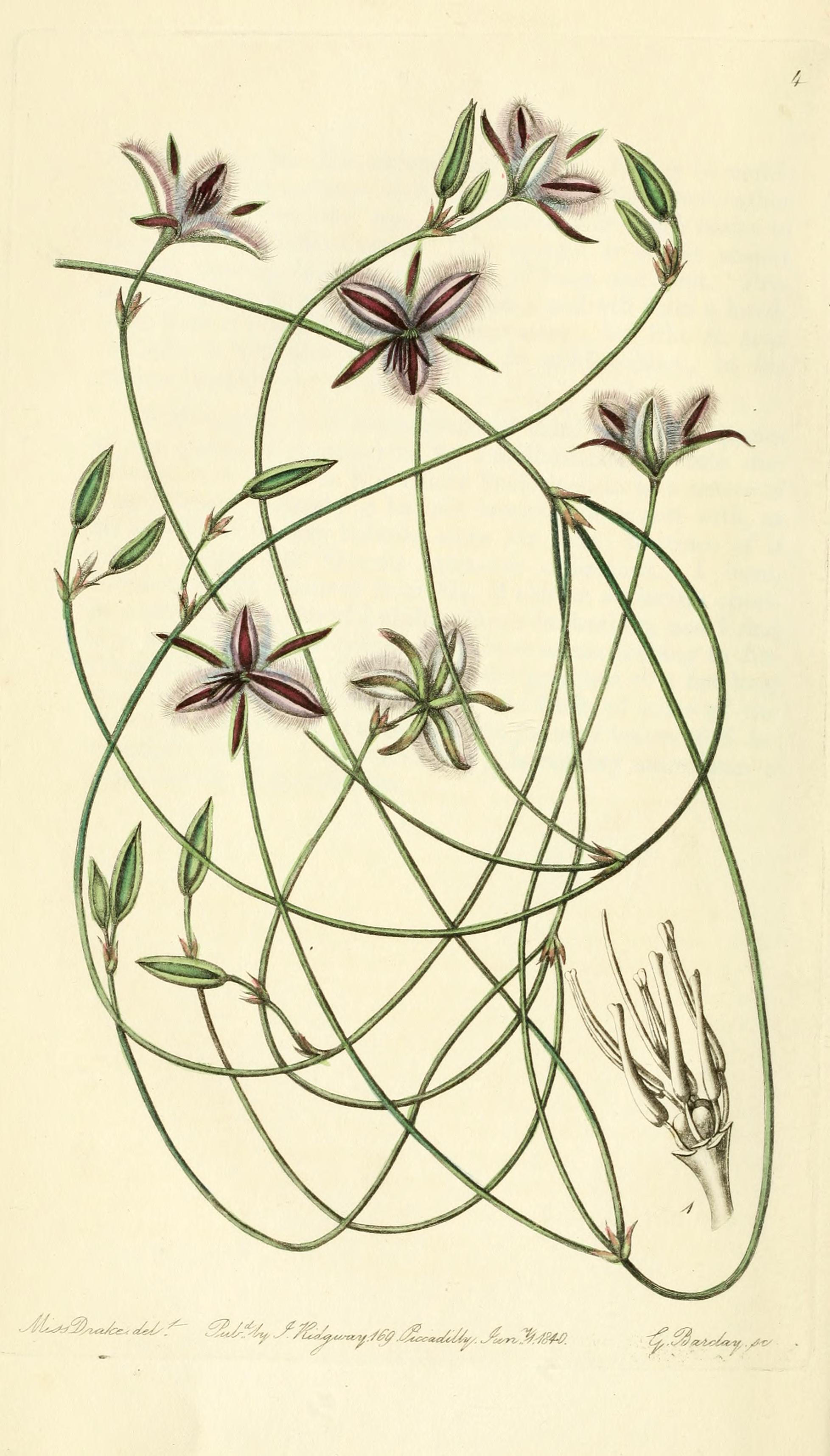
Thysanotus dichotomus

PokrójWieloletnie rośliny zielne o wysokości do 1 metra.
PędySilnie zredukowane lub wydłużone podziemne kłącze. Pędy naziemne wieloletnie (T. patersonii) lub obumierające każdego roku, wzniesione lub mniej więcej pokładające się, rzadko pnące (T. manglesianus i T. patersonii), bezlistne, proste do rozgałęziających się widlasto lub monopodialnie, na przekroju okrągłe do mniej więcej kanciastych, nagie, owłosione lub z grudkowatymi wypukłościami.
KorzenieZwykle liczne, włókniste lub przekształcone w elipsoidalno-cylindryczne bulwy korzeniowe.
LiścieLiście odziomkowe wieloletnie, jednoroczne i często wcześnie więdniejące lub niewykształcane. Blaszki liściowe równowąskie do nitkowatych, płaskie lub okrągłe na przekroju. U nasady rozszerzające się w błoniaste pochwy liściowe.
KwiatyKwiaty obupłciowe, promieniste, szypułkowe, pojedyncze lub zebrane od 2 do 50 w baldach (określany też przez Brittana jako grono o silnie zredukowanych międzywęźlach). Kwiatostany wyrastają pojedynczo na wierzchołku pędu kwiatostanowego; u niektórych gatunków (T. juncifolius i T. sparteus) na pędzie kwiatostanowym wyrastają dodatkowe siedzące lub niemal siedzące kwiatostany. Baldachy mogą też być zebrane w wiechę złożoną lub wierzchotkę. Okwiat złożony jest z sześciu listków położonych w dwóch okółkach, wolnych, jasnofioletowych, fiołkoworóżowych, niebieskich, lawendowych, rzadziej łososiowych lub białych. Trzy listki zewnętrznego okółka są równowąskie do lancetowatych i mają błoniaste brzegi oraz wierzchołek tępy do sztyletowatego. Ich powierzchnia odosiowa może być zielona do fioletowej, niekiedy szaroniebieska. Trzy listki wewnętrznego okółka okwiatu są od szeroko do wąsko eliptycznych i mają frędzelkowate brzegi. Frędzelki osiągają długość od 0,5 do 5 mm. U większości gatunków obecnych jest sześć pręcików, jednak u niektórych gatunków zachodnioaustralijskich pręciki zewnętrznego okółka są silnie zredukowane. Pręciki zwykle układają się nieco grzbietowo, najpewniej w wyniku skręcania nitek. Są równej długości lub te w wewnętrznym okółku są dłuższe. Pylniki osadzone u nasady, proste, wygięte, skręcone lub nieskręcone. Pękają przez wierzchołkowe otworki lub przez wzdłużne szczeliny na całej swojej długości. Zalążnia siedząca, cylindryczna lub kulistawa, górna, trójkomorowa, zwykle z dwoma zalążkami w każdej komorze. Szyjka słupka pojedyncza, prosta lub wygięta.
OwocePękające komorowo torebki okryte listkami okwiatu, zawierające czarne nasiona z osnówką barwy blado słomkowej do żółtej lub pomarańczowej.

## Biologia i ekologia

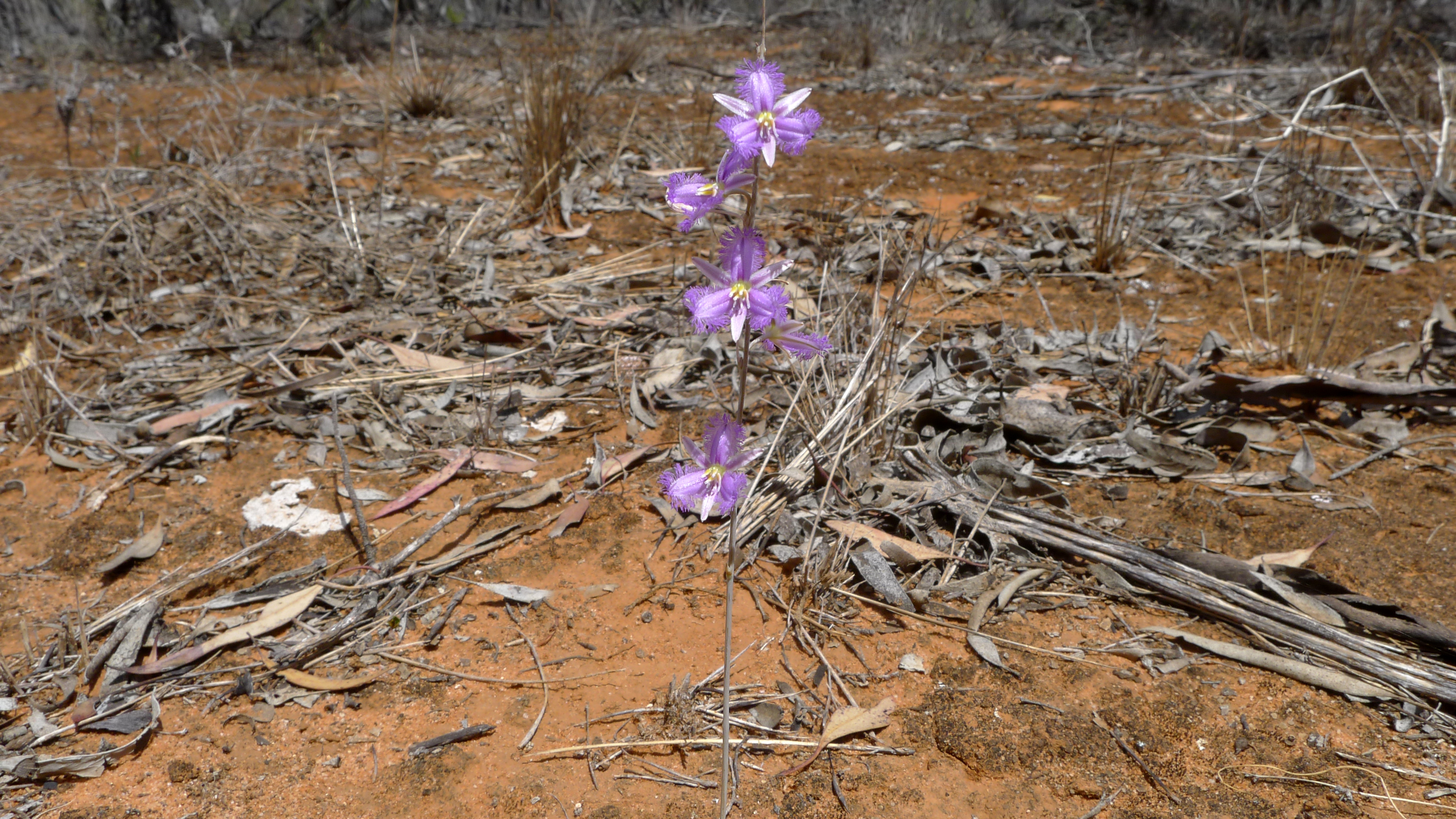
Thysanotus baueri w formacji mallee

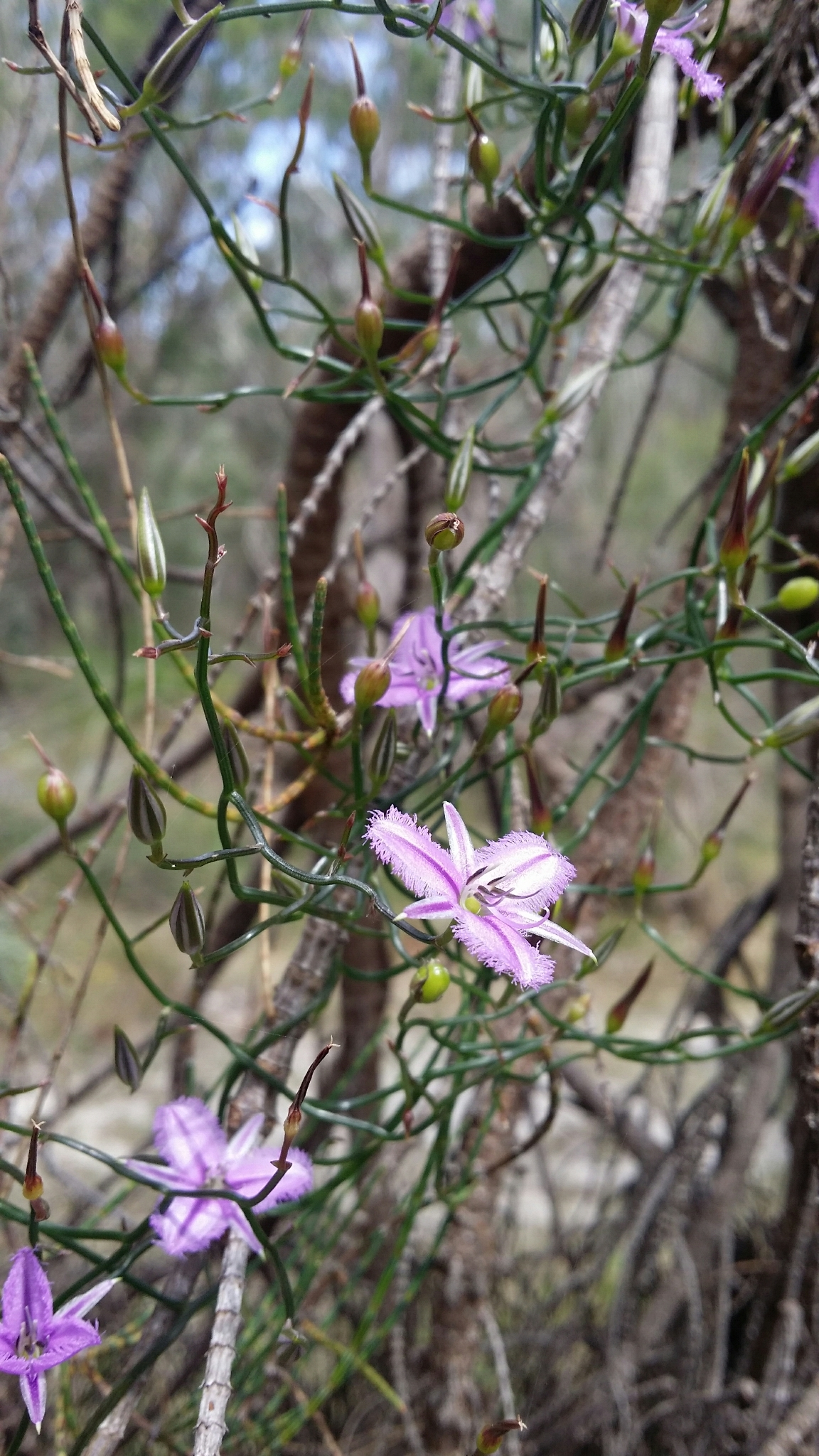
Thysanotus manglesianus

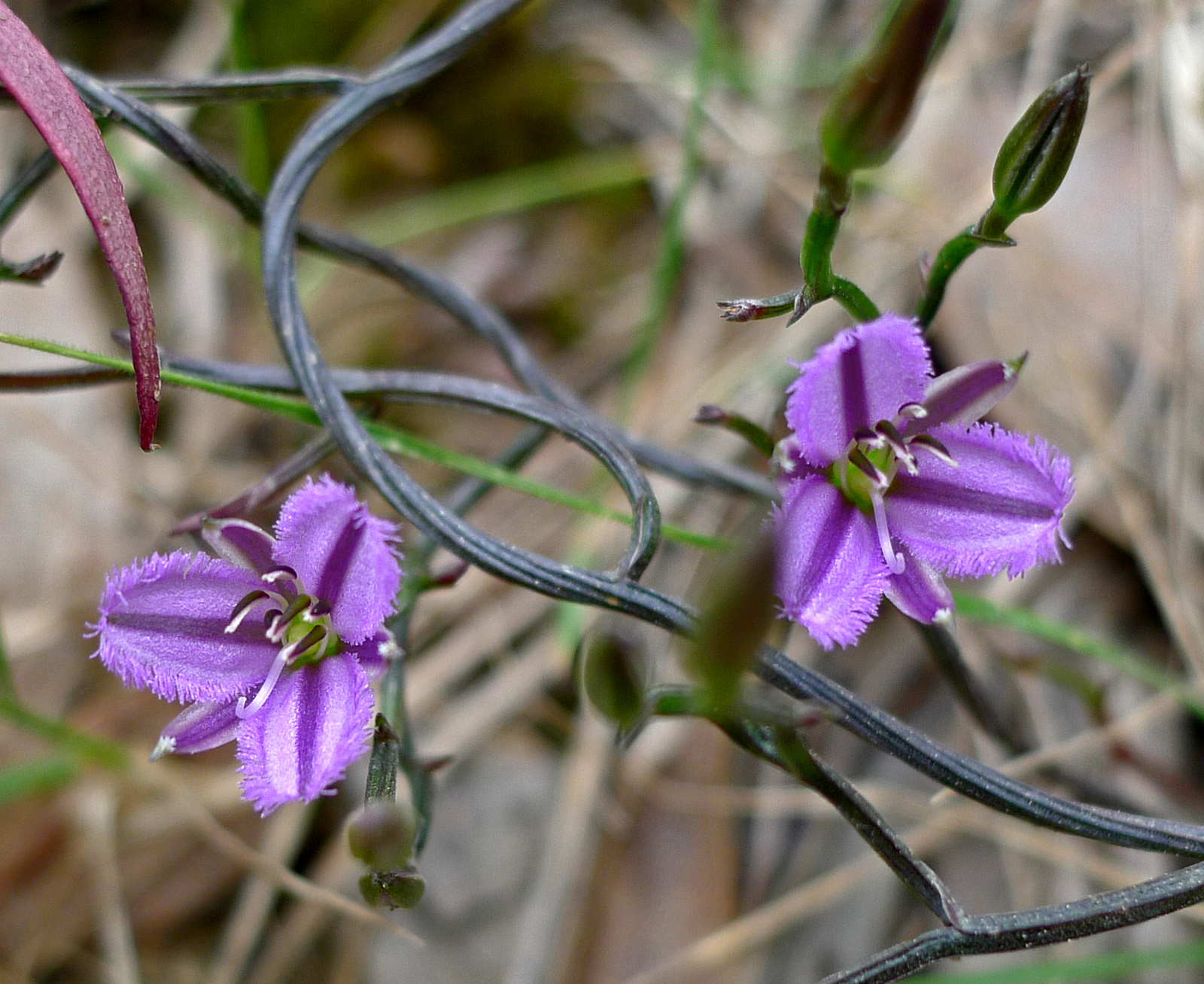
Thysanotus patersonii

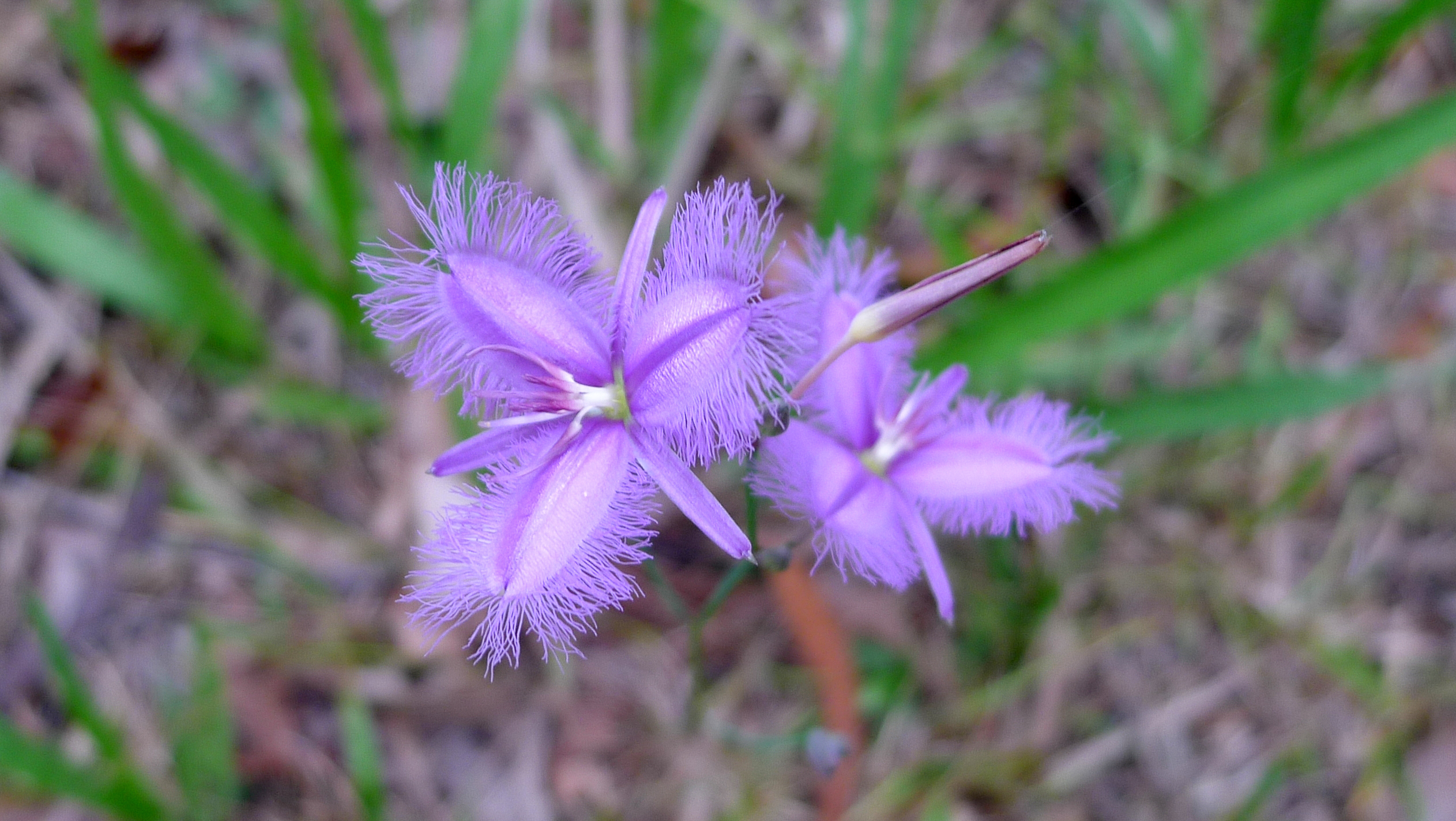
Thysanotus tuberosus

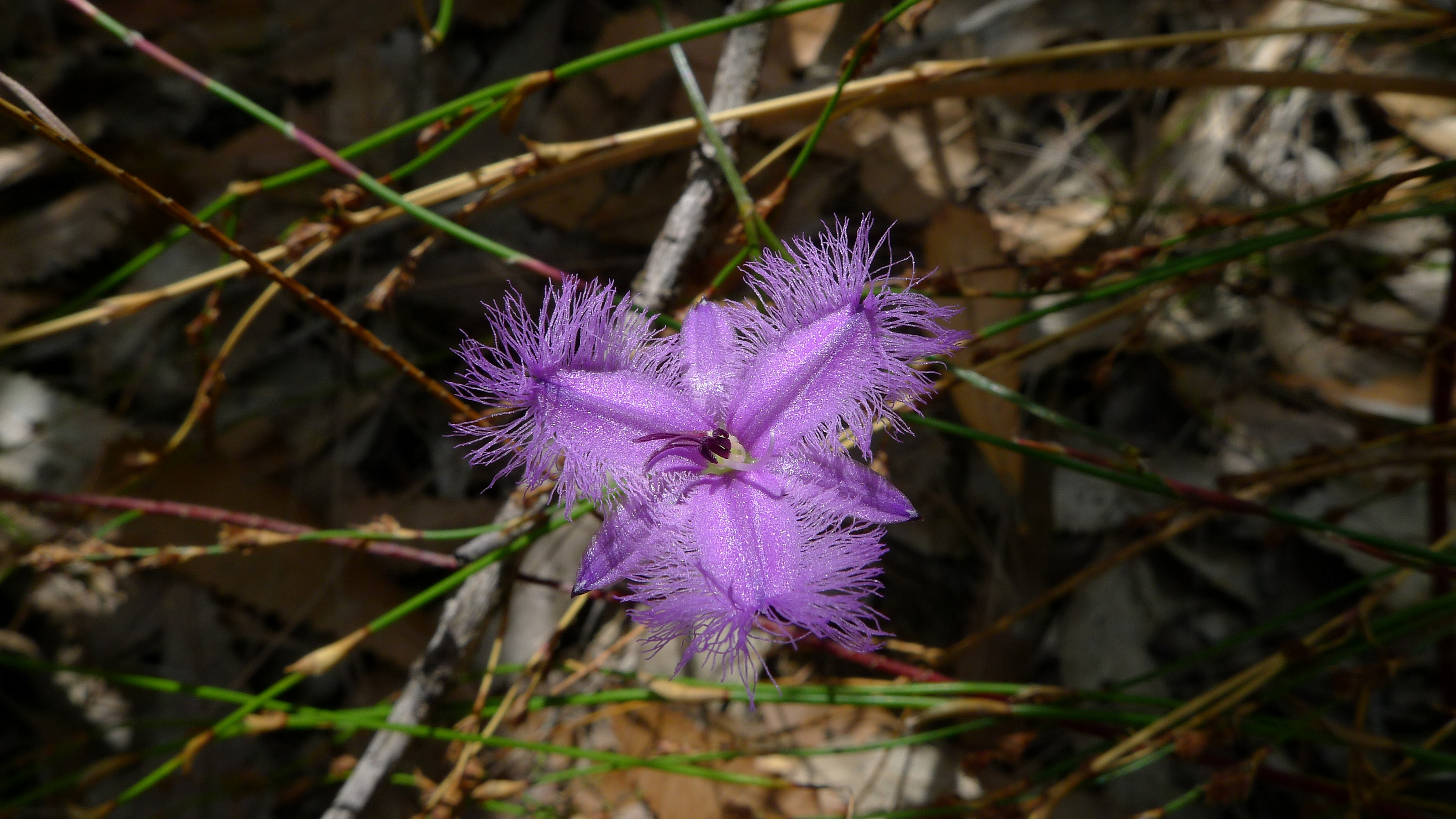
Thysanotus virgatus

RozwójKwiaty roślin z tego rodzaju pozostają otwarte jedynie przez jeden dzień, zazwyczaj zamykają się wczesnym popołudniem. Pylniki uwalniają pyłek w wyniku drgań wywoływanych przez pszczoły (sonikacja). Kwiaty zapylane są przez samice smuklikowatych z rodzaju Lasioglossum.
SiedliskoRodzaj występuje w otwartych wrzosowiskach sklerofilnych, przybrzeżnych  wrzosowiskach piaszczystych, równinnych zaroślach solniskowych, suchych lasach eukaliptusowych, a także na pustyniach i w półpustynnych formacjach złożonych z niskich drzew eukaliptusowych i krzewów (mallee).
Cechy fitochemiczneW bulwach korzeniowych roślin z rodzaju Thysanotus obecne są fruktany oraz aminowe związki wysokoenergetyczne. W roślinach z tego rodzaju notowano również antocyjany (delfinidynę).
GenetykaLiczba chromosomów 2n wynosi 22; znane są również osobniki tetraploidalne i oktoploidalne.

## Systematyka
Pozycja systematycznaRodzaj z grupy Arthropodium  w podrodzinie Lomandroideae rodziny szparagowatych (Asparagaceae).
Historycznie zaliczana do rodziny liliowatych (np. w systemie Cronquista z 1981 roku), do plemienia Thysanoteae w rodzinie Anthericaceae (systemie Takhtajana z 1997 roku) i do rodziny Laxmanniaceae (np. Thorne w 1992 roku i Chase w 1996 roku).
Wykaz gatunków
- Thysanotus acerosifolius Brittan
- Thysanotus anceps Lindl.
- Thysanotus arbuscula Baker
- Thysanotus arenarius Brittan
- Thysanotus asper Lindl.
- Thysanotus banksii R.Br.
- Thysanotus baueri R.Br.
- Thysanotus brachiatus Brittan
- Thysanotus brachyantherus Brittan
- Thysanotus brevifolius Brittan
- Thysanotus chinensis Benth.
- Thysanotus cymosus Brittan
- Thysanotus dichotomus (Labill.) R.Br.
- Thysanotus exfimbriatus Sirisena, Conran & T.D.Macfarl.
- Thysanotus exiliflorus F.Muell.
- Thysanotus fastigiatus Brittan
- Thysanotus formosus Brittan
- Thysanotus fractiflexus Brittan
- Thysanotus fragrans (Brittan) Sirisena, Conran & T.D.Macfarl.
- Thysanotus gageoides Diels
- Thysanotus glaucifolius Brittan
- Thysanotus glaucus Endl.
- Thysanotus gracilis R.Br.
- Thysanotus isantherus R.Br.
- Thysanotus juncifolius (Salisb.) J.H.Willis & Court
- Thysanotus kalbarriensis T.D.Macfarl., C.J.French & Conran
- Thysanotus lavanduliflorus Brittan
- Thysanotus manglesianus Kunth
- Thysanotus multiflorus R.Br.
- Thysanotus newbeyi Brittan
- Thysanotus nudicaulis Brittan
- Thysanotus parviflorus Brittan
- Thysanotus patersonii R.Br.
- Thysanotus pauciflorus R.Br.
- Thysanotus pseudojunceus Brittan
- Thysanotus pyramidalis Brittan
- Thysanotus racemoides Sirisena, T.D.Macfarl. & Conran
- Thysanotus ramulosus Brittan
- Thysanotus rectantherus Brittan
- Thysanotus sabulosus Brittan
- Thysanotus scaber Endl.
- Thysanotus sparteus R.Br.
- Thysanotus speckii Brittan
- Thysanotus spiniger Brittan
- Thysanotus tenellus Endl.
- Thysanotus tenuis Lindl.
- Thysanotus teretifolius Brittan
- Thysanotus thyrsoideus Baker
- Thysanotus triandrus (Labill.) R.Br.
- Thysanotus tuberosus R.Br.
- Thysanotus unicupensis Sirisena, T.D.Macfarl. & Conran
- Thysanotus vernalis Brittan
- Thysanotus virgatus Brittan
- Thysanotus wangariensis Brittan

## Znaczenie użytkowe
Rośliny ozdobneDwa gatunki (Thysanotus multiflorus i T. tuberosus) spotykane są sporadycznie w uprawie jako rośliny ozdobne. Pozostałe gatunki nie przyjmują się w uprawie i szybko obumierają. Rośliny te nie są mrozoodporne i wymagają bardzo dużego nasłonecznienia do zakwitnięcia.
Rośliny spożywczeBulwy Thysanotus banksii, T. baueri, T. exiliflorus, T. patersonii i T. tuberosus są jadane przez aborygenów australijskich. Bulwy T. tuberosus są słodkie i traktowane jak słodycze.
Rośliny leczniczeKwiaty Thysanotus tuberosus wykorzystywane są tradycyjnie w formie naparu w przypadku lekkiego wstrząsu.
Rośliny magiczneKwiaty Thysanotus tuberosus wykorzystywane są przez aborygenów australijskich do ochrony energetycznej i odbudowy energetycznej w wyniku wstrząsu i urazu.